# Hesydrus
Genre
Hesydrus est un genre d'araignées aranéomorphes de la famille des Trechaleidae.

## Distribution
Les espèces de ce genre se rencontrent en Amérique du Sud et en Amérique centrale.

## Liste des espèces
Selon World Spider Catalog (version 17.0, 25/04/2016) :
- Hesydrus aurantius (Mello-Leitão, 1942)
- Hesydrus canar Carico, 2005
- Hesydrus caripito Carico, 2005
- Hesydrus chanchamayo Carico, 2005
- Hesydrus habilis (O. Pickard-Cambridge, 1896)
- Hesydrus palustris Simon, 1898
- Hesydrus yacuiba Carico, 2005

## Publication originale
- Simon, 1898 : Histoire naturelle des araignées. Paris, vol. 2, p. 193-380 (texte intégral).